# Det iranske statskup 1953
Det iranske statskup 1953 eller Operation Ajax var navnet på den britisk-amerikanske operation, som med iranske agenter og elementer fra den iranske hær kuppede den demokratisk valgte regering under premierminister Mohammed Mossadeq i august 1953. Ved hjælp af nyhedsudsendelser fra BBC, bestikkelse af iranske embedsmænd og avisredaktører med amerikanske og britiske penge, samt iscenesatte optøjer, lykkedes det CIA agenten Kermit Roosevelt, Jr., at bringe den royalistiske general Fazlollah Zahedi og oberst Nematollah Nassiri til magten.
Kuppet opløste Irans konstitutionelle monarki og genindsatte Shah Mohammad Reza Pahlavi på tronen – nu i en enevældig position som leder af et pro-vestligt diktatur. Denne udvikling bidrog direkte til kuppet mod Shahen i 1979, og oprettelsen af et anti-vestligt teokrati.
Kupmagernes motivationer tænkes at være et ønske om at genvinde kontrolleren over de tidligere britisk-ejede iranske oliefelter, som Mossadeq nationaliserede i 1951, og bekymringer over, at Iran skulle blive del af Sovjetblokken.
Kuppet var første gang USA væltede en regering. Med et blev CIA en central del af det udenrigspolitiske apparat, og fordækte operationer blev efterhånden betragtet som "en billig og effektiv måde at præge begivenhedernes gang i verden."[kilde mangler] Et kup mod Jacobo Arbenz Guzmáns regime i Guatemala, som havde eksproprieret jord ejet af United Fruit Company, fulgte året efter.
I USA blev kuppet i begyndelsen anset som et triumf for CIA og deres fordækte operationer. I dag anses kuppet af mange som at have efterladt en "forfærdelig og hjemsøgende arv". I 2000 kaldte den daværende amerikanske udenrigsminister Madeleine Albright kuppet for et "tilbageskridt for demokratisk ledelse" i Iran.

## Eksterne links
- 50 Years Later Arkiveret 16. november 2007 hos  Wayback Machine—a look back at the 1953 U.S.-backed coup in Iran
- The C.I.A. in Iran Arkiveret 13. december 2017 hos  Wayback Machine—New York Times report based on uncovered CIA documents
- The Secret CIA History of the Iran Coup, 1953 Arkiveret 7. marts 2011 hos  Wayback Machine—Provided by the National Security Archive
- Mohammad Mosaddeq and the 1953 Coup in Iran Arkiveret 20. marts 2015 hos  Wayback Machine—new book from the National Security Archive reexamines the coup
- How to Overthrow a Government Arkiveret 16. november 2007 hos  Wayback Machine—interview with Stephen Kinzer, author of All the Shah’s Men: An American Coup and the Roots of Middle East Terror
- US-Iranian Relations, the 1953 CIA Coup in Iran and the Roots of Middle East Terror Arkiveret 10. juni 2008 hos  Wayback Machine—Interview with Stephen Kinzer, author of All the Shah’s Men
- All The Shah’s Men Arkiveret 31. maj 2008 hos  Wayback Machine—interview with Steven Kinzer
- Review of All the Shah's MenArkiveret 13. maj 2009 hos  Wayback Machine by David S. Robarge
- A Very Elegant Coup Arkiveret 11. juni 2008 hos  Wayback Machine—critique of All the Shah’s Men
- The spectre of Operation Ajax Arkiveret 20. januar 2008 hos  Wayback Machine by Guardian Unlimited

|  | Denne artikel kan blive bedre, hvis der indsættes geografiske koordinater Denne artikel omhandler et emne, som har en geografisk lokation. Du kan hjælpe ved at indsætte koordinater i wikidata. |